# ليونارد أسبر
ليونارد أسبر (من مواليد 31 مايو 1964 في وينيبيغ، مانيتوبا) هو رجل أعمال ورجل أعمال ومحامي كندي. تخرج من جامعة برانديز وكلية الحقوق بجامعة تورنتو، وعضو في نقابة المحامين في أونتاريو وجمعية الحقوق في كندا العليا.

## السيرة شخصية
ليونارد أسبر هو ابن الراحل إزي أسبر ‏، مؤسس شركة كان ويست جلوبال كوم يوني كايشانس كورب إنه الأخ الأصغر لجيل أسبر وديفيد أسبر. يشغل حاليًا منصب الرئيس التنفيذي لشركة لانثيم للرياضة والترفيه. .
تتمتع اسبر بخبرة تزيد عن 20 عامًا في مجال البث والإعلام، بما في ذلك 10 سنوات كرئيس ومدير تنفيذي لشركة كانويست جلوبال كوم يوني كايشانس كورب
اسبر هو أحد مؤسسي شركة كانتربيري بارك كابيتال، وهو صندوق أسهم خاص، ويملك نسبة كبيرة من إدارة شركة كريسوين بروبيرتيز، وهي شركة تطوير عقاري. حصل على جائزة «أفضل 40 شخص تحت سن 40 عام 2002»، وهي جائزة أعمال تقديراً لإنجازته في كندا من قبل أفراد تقل أعمارهم عن 40 عامًا. بالإضافة إلى ذلك، حصل اسبر على لقب «الرئيس التنفيذي للعام» من قبل شركة بلاي باك ، وهي إحدى شركات صناعة الإعلام لمجتمع الإنتاج التلفزيوني والسينمائي الكندي.
عمل أسبر في مجلس أمناء جامعة برانديز لمدة خمس سنوات، أسس خلالها مركز أسبر لريادة الأعمال العالمية في مدرسة برانديز الدولية للإدارة الأعمال. يشغل حاليًا منصب عضو مجلس إدارة شركة برانديس IBS. عمل أسبر أيضًا لمدة خمس سنوات في مجلس إدارة جامعة وينيبيغ ويحمل شهادة الدكتوراه الفخرية في القانون من تلك المؤسسة الجامعية.
اسبر هو نائب رئيس مؤسسة اسبر وعضو مجلس محافظي مركز شاول وكلاريبل سيمكين، وهو مجمع سكني لكبار السن في وينيبيغ.
أسس أسبر وزوجته سوزان مؤسسة جوشوا، التي تساهم في الفنون والرعاية الصحية والخدمات المجتمعية العامة، ولا سيما في وينيبيغ. تعمل مؤسسة جوشوا أيضًا كراع لمشروع جوشوا، الذي يركز على معالجة القضايا الداخلية للمدن في وينيبيغ، بما في ذلك اللاجئون وضحايا سوء المعاملة وتعليم الكبار والشباب والترفيه ودعم خدمات السكان الأصليين.

## التاريخ

### شركة كانويست
كان أسبر الرئيس والمدير التنفيذي لشركة الوسائط الكندية، كانويست جلوبال كوم يوني كايشانس كورب، وهو منصب شغله لمدة 10 سنوات.
بدأ أسبر مسيرته المهنية في عام 1991 كمستشار عام مشارك في شبكة التلفزيون العالمية ‏ الرائدة في كندا، جلوبال تيليفيجن في عام 1994، تولى اسبر دور تطوير الشركات في كانويست جلوبال كوم يوني كايشانس كورب.
في هذا الدور، كان اسبر مسؤولاً عن عدد من عمليات الاستحواذ والإطلاق، بما في ذلك، من بين أمور أخرى:
- لا ريد، شبكة البث في سانتياغو، تشيلي.
- TV3 ، أول شبكة تلفزيون وطنية خاصة في أيرلندا.
- راديو المحيط الهادئ، راديو إذاعي عام في نيوزيلندا، وراديو أوتاجو.
- فري واركس انترتينمينت، شركة إنتاج وتوزيع تركز على المحتوى المشترك للتوزيع الدولي. وتوزيع الألعاب النارية في برامج مثل اندروميدا ولا فيما نيكيتا.[7]

قاد اسبر الشركة أيضًا العديد من التحقيقات في عمليات الاستحواذ الإضافية في مجموعة متنوعة من المناطق حول العالم، بما في ذلك أمريكا الجنوبية وأوروبا الشرقية.
في عام 1999، أصبح Asper الرئيس التنفيذي لشركة Canwest بينما كان يقود عملية الاستحواذ على ثالث أكبر هيئة إذاعية في كندا، وهي شركة WIC تتداول علنًا، في صفقة بقيمة 800 مليون دولار. بعد ذلك بفترة وجيزة، استحوذ Canwest على معظم صحف Hollinger في كندا في صفقة بلغت قيمتها 3.2 مليار دولار.
خلال فترة عمله كرئيس تنفيذي في كانويست، وسعت الشركة أيضًا عملياتها التلفزيونية الدولية بشكل أكبر من خلال إطلاق TV4 في نيوزيلندا كمحطة شقيقة لقناة TV3 الحالية. استحوذت كان ويست أيضًا على خمس محطات إذاعية في تركيا والمملكة المتحدة،  وشكلت شركة Eye Corp. وهي شركة إعلانات خارجية تعمل في الولايات المتحدة وعدة دول في أستراليا. تم إنشاء Eye Corp. من خلال شراء ودمج ثلاث شركات إعلان منفصلة خارج مقرها في أستراليا.
إدراكًا لوجود فرص توسع مستقبلية في أعمال القنوات التلفزيونية، أطلقت كان ويست خمس قنوات كابل رقمية في عام 2002، وهم Mystery و Men TV و Deja View و Fox Sportsworld و Xtreme Sports Network. في عام 2006، تفاوض اسبر على شراكة مع جولدمان ساتشس للحصول على 13 قناة كبلية / مواضيعية مملوكة لشركة اليانز اتلانتس وهم Home & Garden TV و Food Network و History Channel و National Geographic و BBC Kids و BBC Kids وغيرها. بلغت قيمة عملية الاستحواذ 2.3 مليار دولار، كما حددت ونفذت أكثر من 50 مليون دولار في أوجه التآزر.
خلال فترة تولي اسبر منصب الرئيس التنفيذي، نمت كان ويست لتصبح أكبر شركة إعلامية في كندا، حيث تدير 20 قناة تلفزيونية، بما في ذلك شبكة التلفزيون العالمية الوطنية و 18 قناة متخصصة. كان كان ويست أيضًا أكبر ناشر في كندا للصحف اليومية باللغة الإنجليزية مدفوعة الأجر، وكان يدير واحدة من أكبر البوابات الرقمية في البلاد، Canada.com ومجموعة من 80 موقعًا مرتبطًا بها. على الصعيد الدولي، تملك كين ويست وتولت وامتلكت مصالح كبيرة في التلفزيون والإعلانات خارج المنزل ومواقع الإنترنت ومحطات الراديو والشبكات في نيوزيلندا وأستراليا وتركيا وإندونيسيا وسنغافورة والمملكة المتحدة والولايات المتحدة. تضاعفت عائدات كان ويست بمقدار أربعة أضعاف تقريبًا بين عامي 1999 وبلغ إجمالي الإيرادات في عام 2008 3.2 مليار دولار، في حين نما الربح التشغيلي بمعدل سنوي بلغ 8.5 ٪ بين عامي 1999 و 2008 إلى 551 مليون دولار.
وضعت كان ويست نفسها في طليعة التغييرات القادمة والتكامل في صناعة الإعلام. حصلت كان ويست على عدد من الجوائز لنجاحها في إنشاء مجموعات مبيعات وتسويق عبرت منصات وقطاعات إعلامية وجغرافيا. حصلت كان ويست على جائزة «أفضل شركة ميديا للعام» في عام 2007 من منظمة صناعة التسويق الكندية الرائدة،  وحصل كان ويست على جائزة Broadcast Engineering Magazine من مجلة Broadcast Engineering Excellence من ناشونال اسوسياشين بودكاست (NAB) في عام 2009. الجائزة معترف بها تكنولوجيا استوديو الأخبار للإبداع التقني وتصميم الجودة والبناء.
خلال الأزمة المالية التي أحاطت بالاقتصاد العالمي في الفترة 2008-2009، أدى عبء ديون كان ويست إلى خرق بعض العهود في مستندات القروض وأدى إلى تقديم طلب بموجب قانون ترتيب دائني الشركات (CCAA) في سبتمبر 2009. كجزء من هذا التقديم، أعلنت مجموعة اسبر وحامل السندات عن خطة تقوم بموجبها عائلة اسبر بإعادة الاستثمار في شركة أعيدت هيكلتها. تقدم شركة شو كوميونيكاشينس بعد ذلك ملياري دولار لأصول البث. تم بيع مجموعة جرائد كين ويست إلى مجموعة بقيادة شركة جولدنتري اسيست مانجيمينت.
استقال أسبر من منصب الرئيس التنفيذي لشركة كان ويست في 3 مارس 2010 للمشاركة شركة منافسة بالشراكة مع جولد مان ساتشس وساتالايتس بارتنتر، والذي تم رفضه في نهاية المطاف من قبل المحكمة، مما مهد الطريق لشركة شو للحصول على أصول البث.
في سبتمبر 2010، شكل اسبر شركة اسماها بسيجنوس فينتشيرس، التي تأسست للاستثمار في شركات الوسائط الرقمية ورعايتها.

### انثيم للرياضة والترفيه
في 8 ديسمبر 2010، استحوذت شركة اسبر على «حصة ملكية كبيرة» علي الشركة المالكة لشبكة فايت نتورك والعديد من القنوات المتخصصة الأخرى ذات التوجه الرياضي.
بما في ذلك شركة امباكت ريسلينج الشهيرة في عالم مصارعة المحترفين

## روابط خارجية
- مؤسسة أسبر